# Église Saint-Nicolas-de-Tolentin de Brou
Pour les articles homonymes, voir Brou.
L'église Saint-Nicolas-de-Tolentin de Brou est une église faisant partie du monastère royal de Brou, à Bourg-en-Bresse dans l'Ain (France), qui fut construite à la demande de Marguerite d'Autriche (1480-1530).
C'est un chef-d’œuvre du gothique flamboyant du début du XVIe siècle. Écrin funéraire destiné à abriter les tombes de Marguerite d'Autriche, de son époux Philibert II et de la mère de celui-ci Marguerite de Bourbon, l’église de Brou devait aussi célébrer la gloire d’une régente des Pays-Bas, magnifier les Maisons de Bourgogne, de Habsbourg et de Savoie.
C'est dans l'église de Brou que saint Pierre Chanel, patron des missions d'Océanie, a été ordonné prêtre le 15 juillet 1827.

## Historique

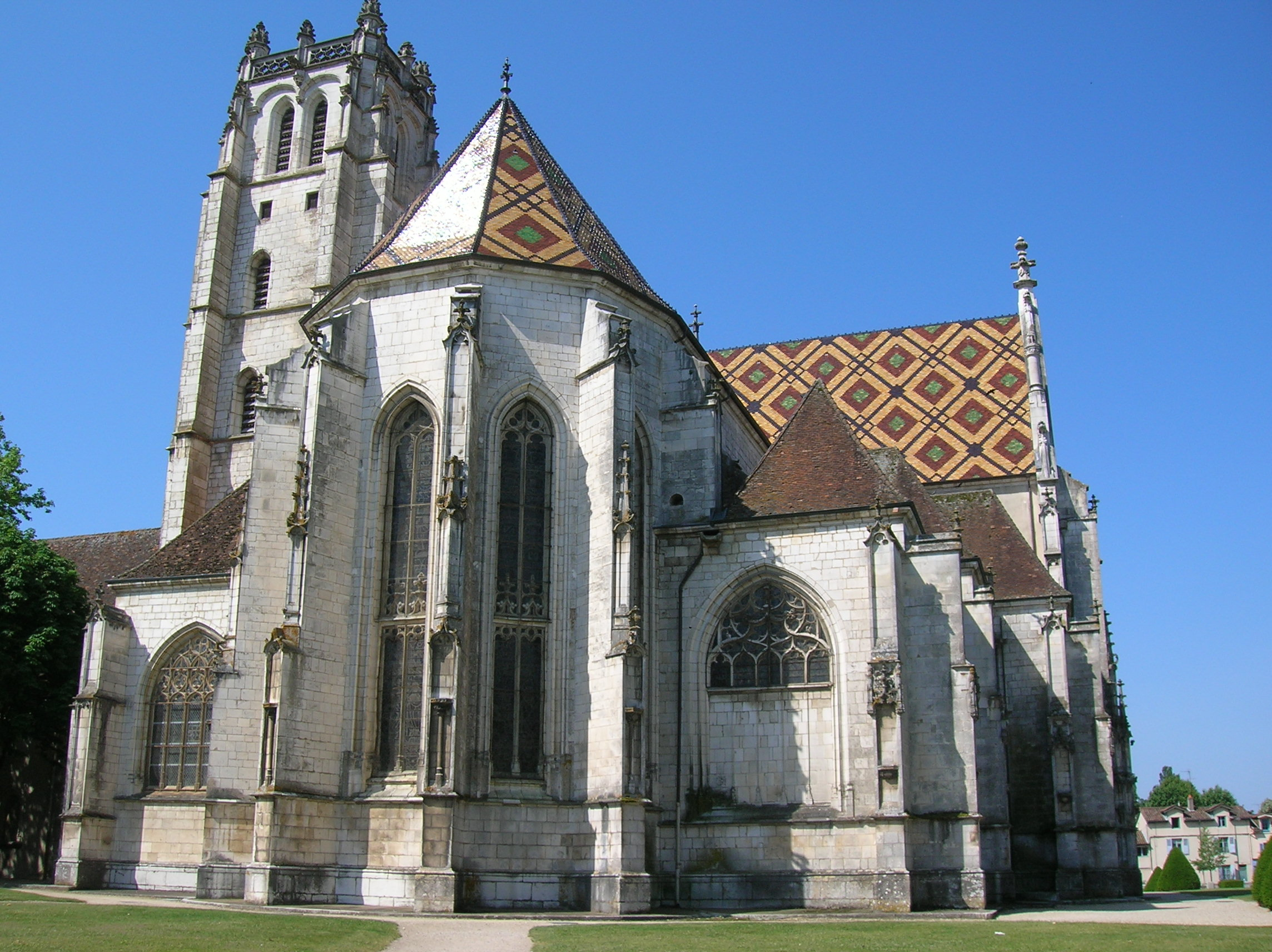
L'église de Brou vue depuis l'est.

La construction de l'église elle-même n'a débuté qu'en 1513, à côté du monastère au style dépouillé. Elle est d’inspiration flamande. En effet, Marguerite d'Autriche qui fut, par ses mariages successifs, dauphine de France, infante d’Espagne, duchesse de Savoie, puis de 1507 à 1530 régente des anciens Pays-Bas, pour le compte de son neveu, Charles Quint, suivit la construction de Brou depuis Malines, où elle résidait, et c'est de Flandre qu’elle envoya, pour l’église, les meilleurs artistes et maîtres d’œuvre dont l'architecte Louis van Bodeghem (ou Van Beughem).

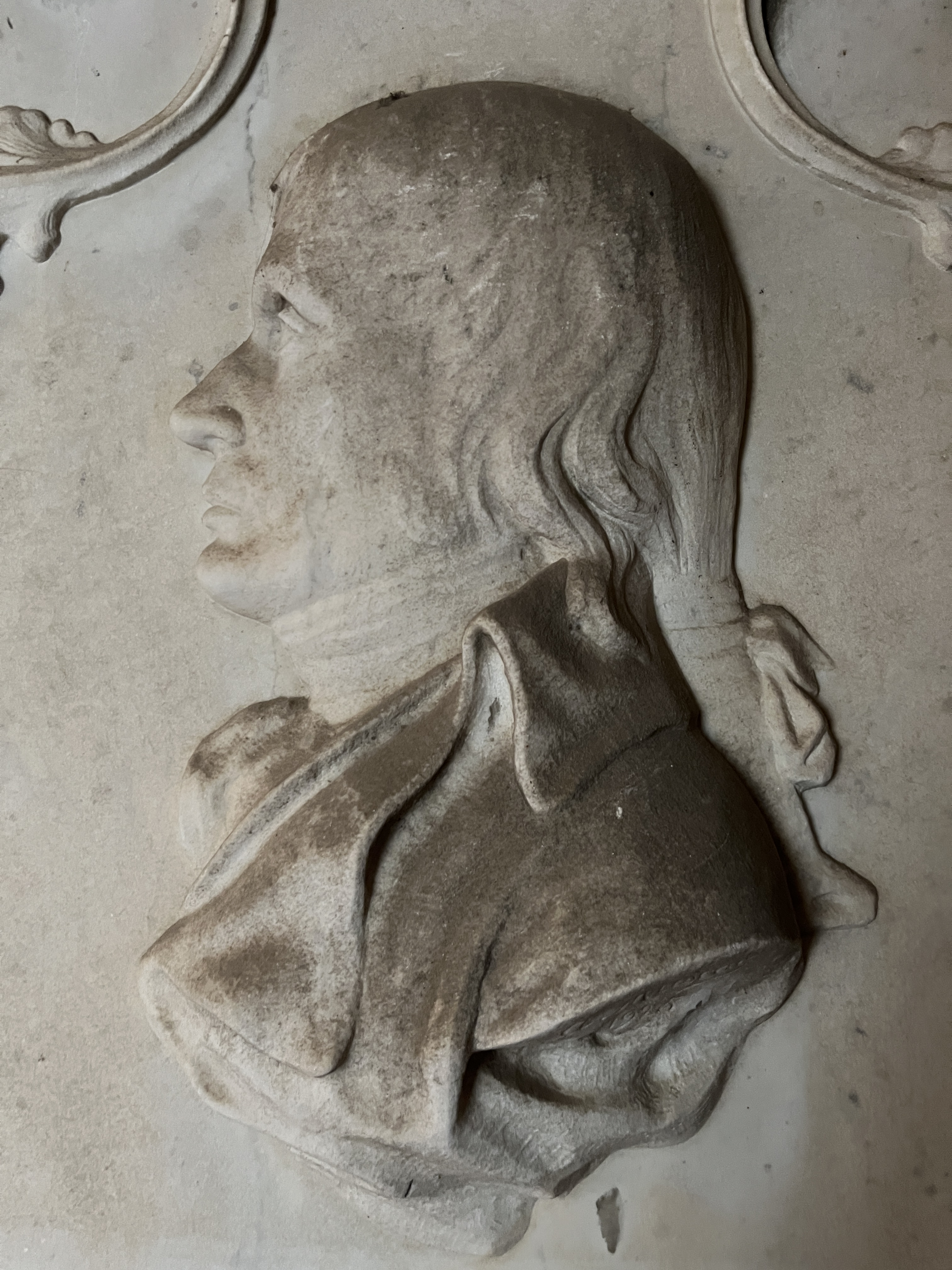
Plaque commémorative de Thomas Riboud.

Durant la Révolution, lors de la vente des biens du clergé, Thomas Riboud, procureur général syndic de l'administration départementale, obtient un décret du 13 mars 1791 qui range l’église de Brou au nombre des monuments nationaux à conserver par l’État.
Le clocher de l'église, considéré comme un symbole féodal, est voué à la démolition. Elle commence le 20 pluviôse an II. Mais une lenteur à l'exécution se fait jour et Rollet-Marat, le 27 ventôse an II, menace le maire Alban de dénoncer au représentant du peuple Antoine-Louis Albitte le peu de zèle dont il fait preuve dans cette affaire. Le clocher est démoli le 30 germinal an II. Une tonne de fer provenant du toit est envoyé à la fonderie de Pont-de-Vaux le 22 pluviôse an II.
Le 23 pluviôse an II, un arrêté de démolition touche les tombeaux de l'église qui doivent être néanmoins conservés à la bibliothèque du district de Bourg. Le départ d'Antoine-Louis Albitte rend caduque cette décision.
- L'église fait l’objet d’un classement au titre des monuments historiques par la liste de 1862.

- Les deux premiers cloîtres font l'objet d'un classement au titre des monuments historiques par la Liste des monuments historiques de l'Ain.

- Le troisième cloître fait l’objet d’un classement au titre des monuments historiques en 1935.

- La grille du château de la Moussière à Biziat, présente dans le troisième cloître, fait l’objet d’une inscription au titre des monuments historiques en 1950[1].

Des travaux de réfection ont été engagés en 1996 pour restituer à l'église de Brou, d’après les indications de l’époque, sa toiture « à la française » avec tuiles vernissées de quatre couleurs disposées en losanges. En 2010, des travaux de restauration extérieurs cachent une bonne partie du côté Nord de l'église.

## Description

### L'église

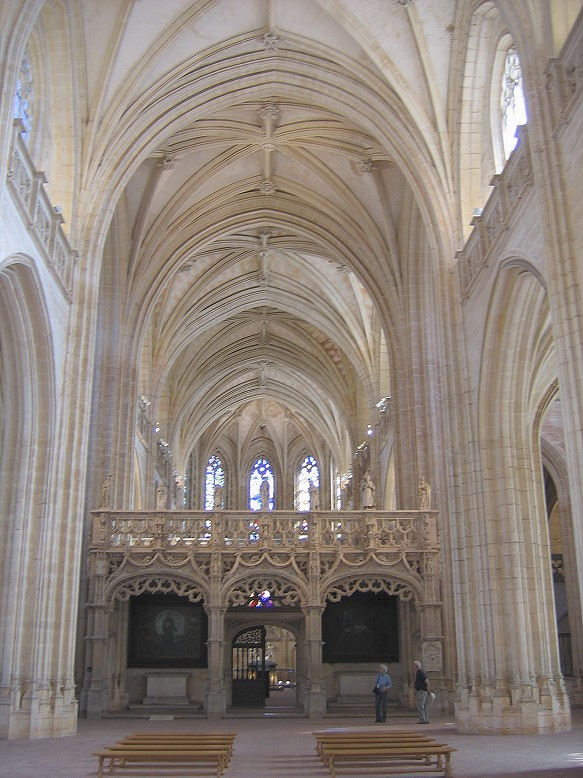
Nef et Jubé de l'église de Brou.

L'église de Brou est régie par l'idée du passage. Ce sentiment est particulièrement évident lorsqu'on passe sous l'arc triomphal du jubé, nous conduisant de la nef, blanche et épurée, au chœur, richement doté et éclatant de couleur, avec ses vitraux, ses stalles, ses tombeaux en noir et blanc. Il faut imaginer, en plus, au XVIe siècle, un pavement émaillé multicolore,.
L'entrée dans le chœur, où sont placés les trois tombeaux, est donc une véritable révélation. Le passage évoqué est celui de la vie à la mort ; la révélation, celle de la résurrection finale. Dans l'église funéraire qu'est l'église de Brou, il était en effet logique de rappeler, par le programme iconographique, la foi chrétienne en une vie après la mort. Ainsi, un cycle important des vitraux du chœur est consacré aux apparitions du Christ après sa résurrection : à Marie de Magdala (sous la forme du jardinier) puis à la Marie (mère de Jésus), dans la baie axiale du chœur ; aux pèlerins d'Emmaüs et à saint Thomas incrédule dans les chapelles latérales. Au Moyen Âge, les tombeaux élevés dans les monastères témoignaient de l'espoir en la résurrection finale, pour laquelle les moines étaient d'ailleurs chargés de prier.
Marguerite d'Autriche était certes une femme politique, mais aussi une veuve pieuse. Elle se battit par exemple contre l'hérésie protestante naissante et commanda au cours de sa vie un grand nombre d'œuvres d'art religieuses. Parmi ses fondations les plus importantes, Brou bien sûr, où son corps est enseveli auprès de son époux Philibert II de Savoie dit Philibert le Beau , mais aussi le couvent des annonciades de Bruges, où est enterré son cœur, auprès de sa mère Marie de Bourgogne, (Église Notre-Dame (Bruges)).
Deux fois veuve, elle s'était choisie pour devise Fortune Infortune Fort Une ce qui pourrait vouloir dire Le destin éprouve fort une femme ou Fortune et infortune ne font qu'une. En fait, la devise de Marguerite est : Fortune Infortune Fors (avec un « s ») Une, « fors » signifiant « sauf ».

### Extérieur

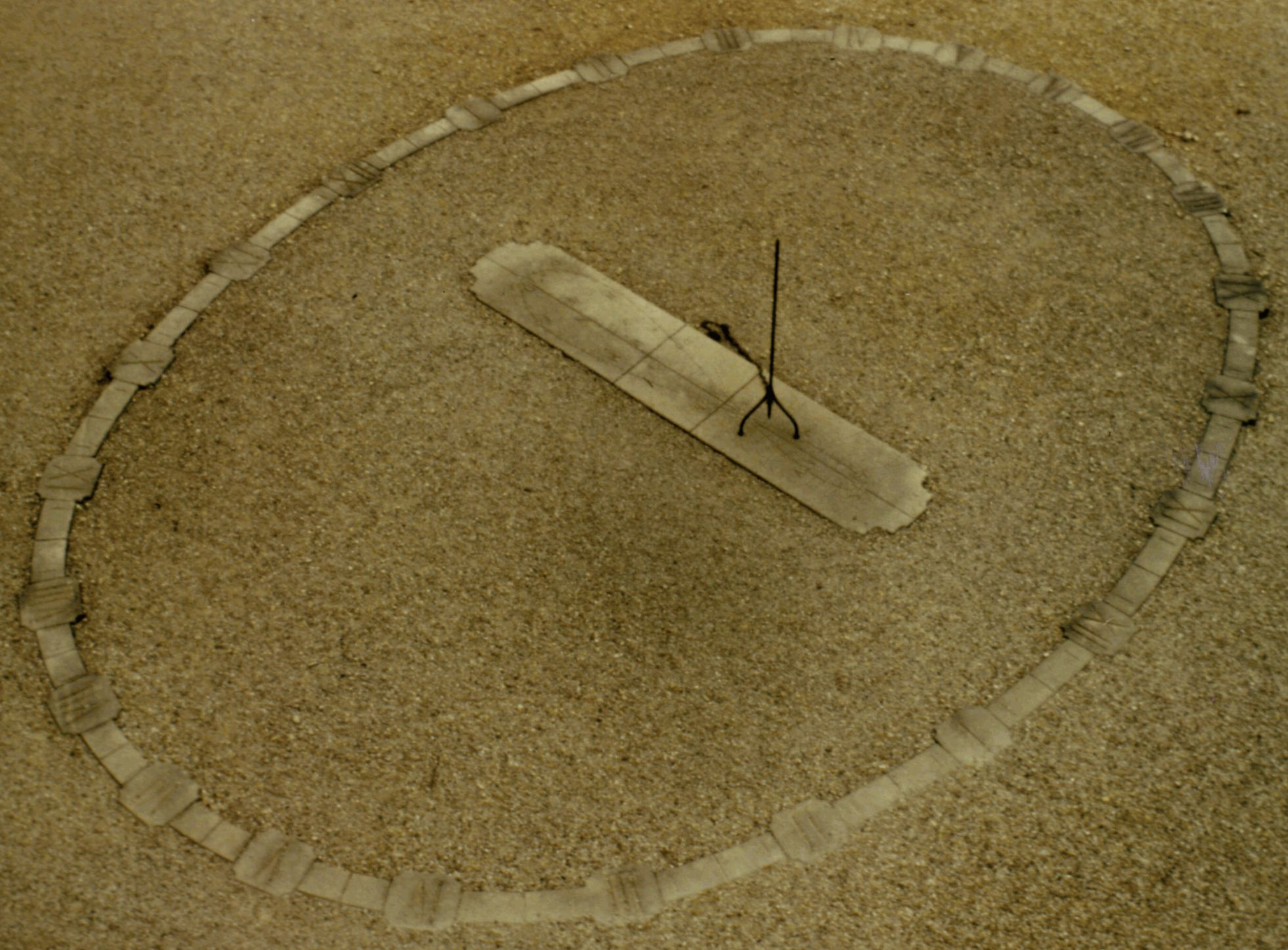
Cadran solaire et méridienne au centre.

Extérieurement, l'église de Brou présente un aspect trapu et une architecture flamboyante. L'ensemble église-monastère est construit de 1506 à 1532, dans un style de synthèse entre le gothique brabançon et le gothique flamboyant français, comprenant l'église-tombeau bâtie sur un plan traditionnel en croix latine. Dédiée à saint Nicolas de Tolentino, illustre moine augustin dont la fête se célébrait le jour anniversaire de la mort de Philibert, l'église de Brou, longue de 72 m, large de 30 m et haute de 21 m, présente de nos jours encore un exceptionnel ensemble d'œuvres d'art du début du XVIe siècle dû aux plus grands artistes de l'époque. La façade, est richement ornementée, dans un style gothique flamboyant. Les travaux de restauration lui ont rendu sa toiture de tuiles vernissées polychromes, qui avait disparu au XVIIIe siècle, remplacé par un toit à la Mansart. La façade de la nef est divisée en trois registres séparés par des balustrades. Au registre supérieur, un pignon curviligne encadre une rosace et trois baies triangulaires. Au registre médian, une verrière est précédée d'une statue de saint André. Au registre inférieur, deux portes donnent accès à la nef. Au trumeau figure saint Nicolas de Tolentin, à qui l'église est dédiée. Au tympan, Marguerite d'Autriche et son époux Philibert II de Savoie son tournés vers un Ecce homo.
Sur le parvis de l'église, un cadran solaire circulaire possédant en son centre une méridienne horizontale en huit.

### Intérieur

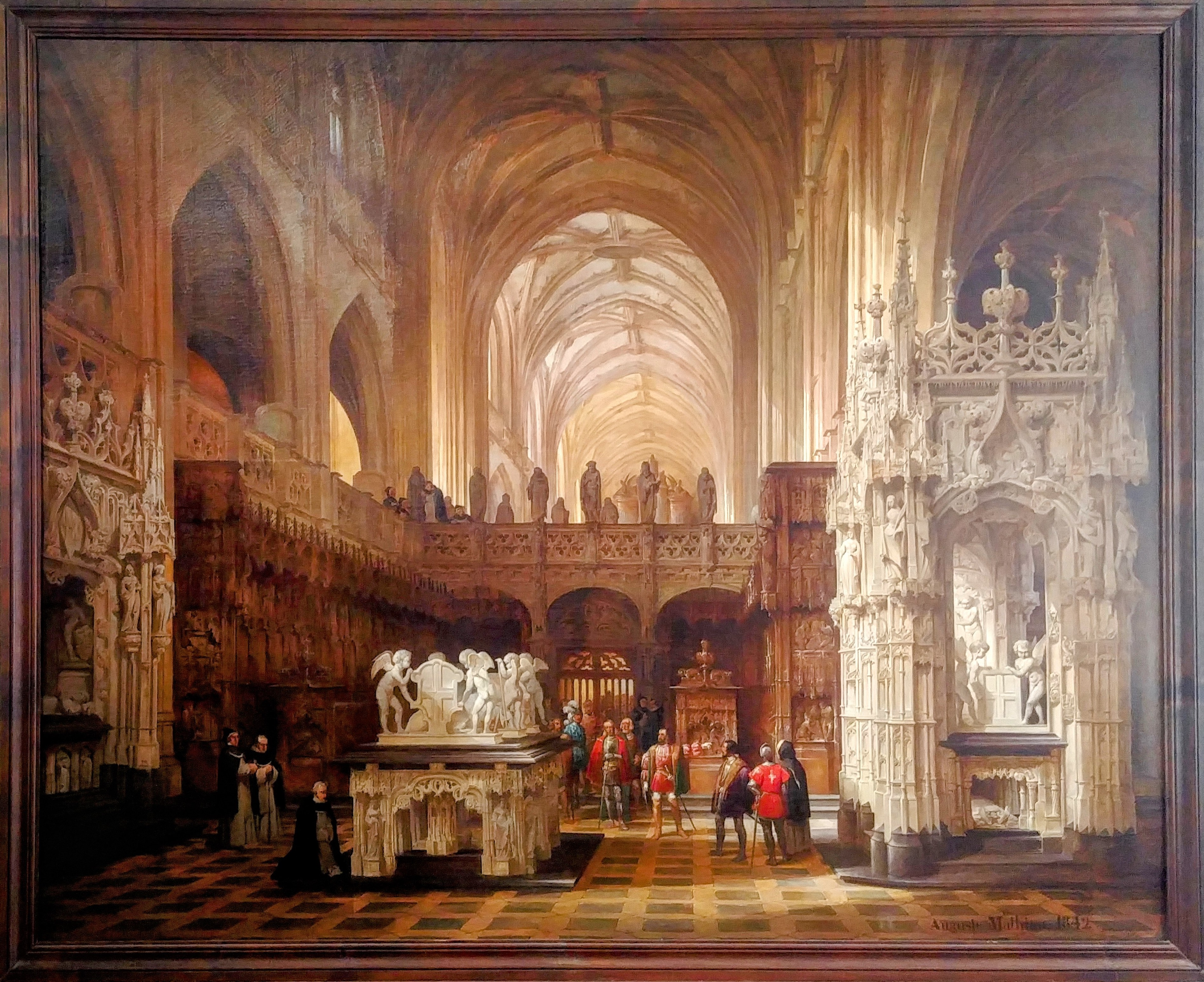
Intérieur en 1842

#### Nef et jubé

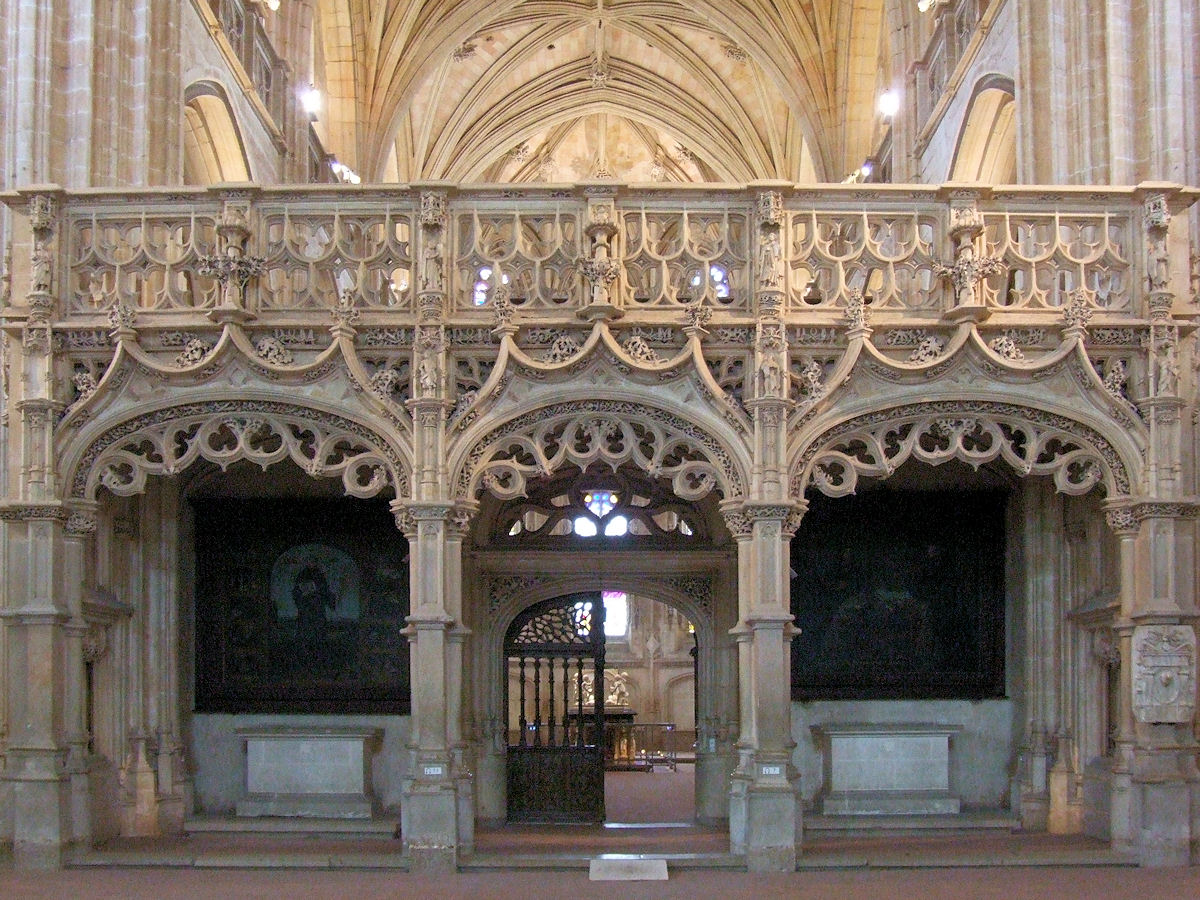
Jubé de l'église de Brou.

En pénétrant, on est frappé par la couleur claire de la pierre et par la lumière que laissent passer de grandes fenêtres dépourvues de vitraux. La nef, voûtée d'ogives et flanquée de bas-côtés et de chapelles, est baignée d'une abondante lumière qui joue sur la pierre d'un blanc doré. Avec ses murs nus, ses puissants piliers et ses verrières incolores, elle est d'une sobriété voulue qui contraste avec le jubé orné de dentelles de pierre. Elle ne contient aucun banc pour les fidèles, car elle n'était pas église paroissiale et seuls les antonins priaient ici.

#### Chœur

##### Monuments funéraires

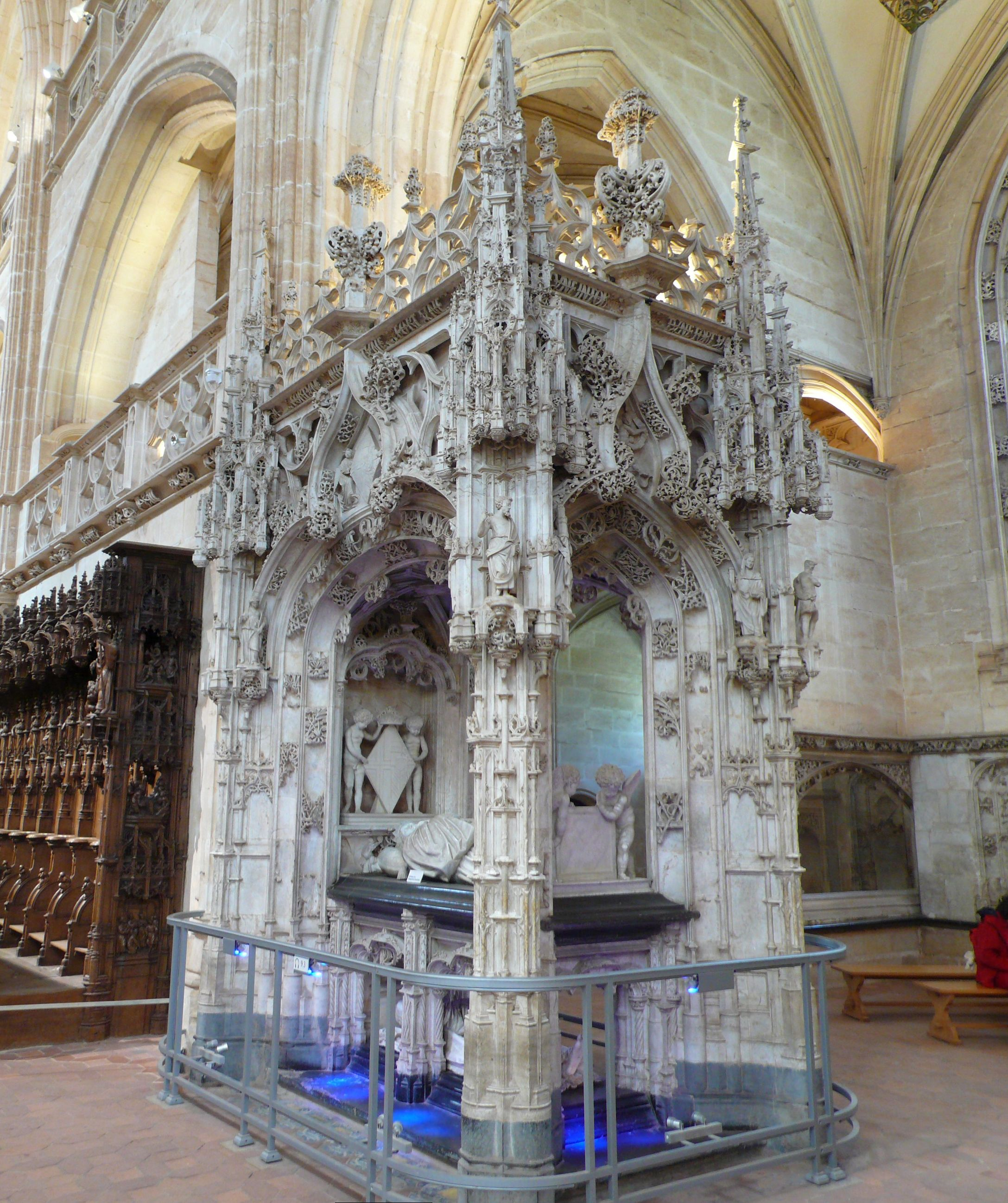
Tombe de Marguerite d'Autriche.

À l'intérieur (1532) se trouvent les mausolées de Marguerite d'Autriche, son époux Philibert II et la mère de ce dernier, Marguerite de Bourbon.
Le projet original avait été confié à Jean Perréal. qui réalisa des dessins préparatoires. En 1512, Marguerite d'Autriche, que ce projet ne séduisait plus, fit appel au peintre et dessinateur Jan Van Roome, aussi connu sous le nom de Jean de Bruxelles, qui jouissait d'une excellente réputation aux Pays-Bas. On ignore dans quelle proportion exacte - sans doute importante - il a modifié le projet précédent
Les documents de l'époque nous apprennent que Marguerite d'autriche souhaitait que son propre tombeau ainsi que celui de Philibert fussent « modernes » : contrairement au tombeau de Marguerite de Bourbon, ils comprennent une double figuration, l'une « au vif » et l'autre, à l'étage inférieur, en linceul. La petite statuaire est clairement l'œuvre d'un atelier brabançon. L'exécution des gisants fut confiée à Conrad Meit.

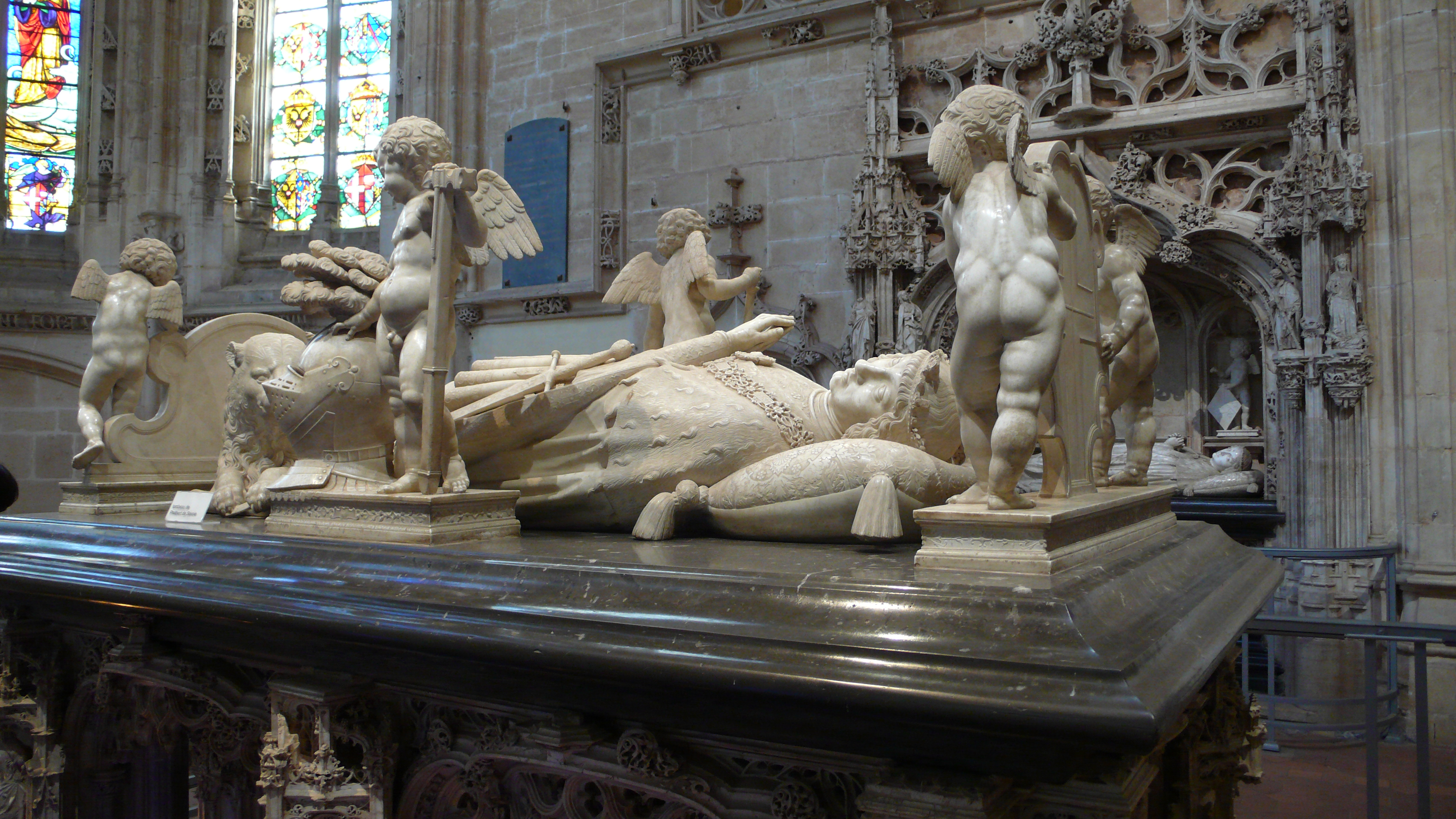
Tombe de Philibert II (partie supérieure).

Monument majestueux le tombeau de Philibert le Beau occupe le milieu du chœur. Il comporte deux étages et deux gisants superposés. La partie supérieure, en marbre blanc de Carrare, représente le duc en costume d'apparat, entouré d'anges de style italien (« putti »). Soutenant cette partie, dix adorables et gracieuses petites statues féminines - les « Sibylles » - laissent entrevoir le gisant.
Au sud, le tombeau de Marguerite de Bourbon témoigne par sa décoration de l'exubérance du gothique tardif. Il ne comporte qu'un seul gisant placé dans un enfeu. Son gisant repose sur une dalle de marbre noir. La princesse est vêtue d'un manteau d'hermine et ses pieds sont appuyés sur une levrette, symbole de fidélité. Derrière le gisant figurent des « putti » portant des écussons avec les initiales de Marguerite et de son époux.. Le fond de l'enfeu est vide. Il s'y trouvait jadis des « putti » qui furent enlevés lors de la Révolution pour recevoir les tables de la loi révolutionnaire, mais ils furent brisés lors du transport. Sous le gisant, des pleurants, comme on en trouve dans les tombeaux des ducs de Bourgogne, alternent avec des « putti ».
Au nord, sous un dais sculpté à l'image des lits de funérailles, le tombeau de Marguerite d'Autriche comprend également deux gisants. Sur le gisant supérieur la défunte apparaît la tête ceinte de la couronne ducale et revêtue d'un manteau d'apparat. À ses pieds se trouve également une levrette. Ce gisant supérieur la représente à son âge réel au moment du décès, cinquante ans, tandis que celui du dessous la montre sous un aspect idéal au moment de la Résurrection. La différence entre les gisants est ici beaucoup plus frappante que ce n'est le cas pour Philibert, mort jeune. À la tête du gisant supérieur, deux angelots tiennent les armoiries de Marguerite. Sur la partie supérieure du dais courent ses devises : « Fortune-Infortune-Fort-Une » et « F.E.R.T. ».

##### Stalles
Les stalles en chêne sont aussi décorées avec maîtrise. Elles ont été réalisées par le menuisier bressois Pierre Berchod, dit Terrasson. On compte soixante-quatorze sièges, répartis de chaque côté sur deux rangs, vingt-et-un en haut et seize en bas. Les sculptures sont l'œuvre d'un atelier brabançon. À droite en regardant vers le fond du chœur, elles sont consacrées à des scènes et des personnages de l'Ancien Testament, à gauche des scènes et des personnages du Nouveau testament. Les sièges sont pourvus de miséricordes.

##### Verrières
Le maître d'œuvre Louis Van Beughem demanda à un peintre flamand les cartons des vitraux des grandes verrières du chœur qui renferme les tombes des deux époux et de la mère de Philibert, Marguerite de Bourbon. Ils furent réalisés sur place par un atelier regroupant temporairement des peintres verriers de Bourg (Jean Brachon), de Lyon (Antoine Noisin) et d'Écosse (Jean Orquois), entre 1527 et 1529. Les cinq baies de l'abside ont un décor en partie héraldique et superposent les 64 blasons des ancêtres et des alliances des deux époux, d'autres sont en vitrerie losangée ornée de l'écu armorié de Marguerite ou de son monogramme. La verrière de l'Assomption et du Couronnement de la Vierge inclut en partie basse, placés en vis-à-vis en avant des Apôtres au tombeau de la Vierge, au premier plan, les portraits de Marguerite d'Autriche et de Philibert de Savoie, agenouillés sur des prie-Dieu, accompagnés de leurs saints patrons.

#### Chapelle de Marguerite d'Autriche

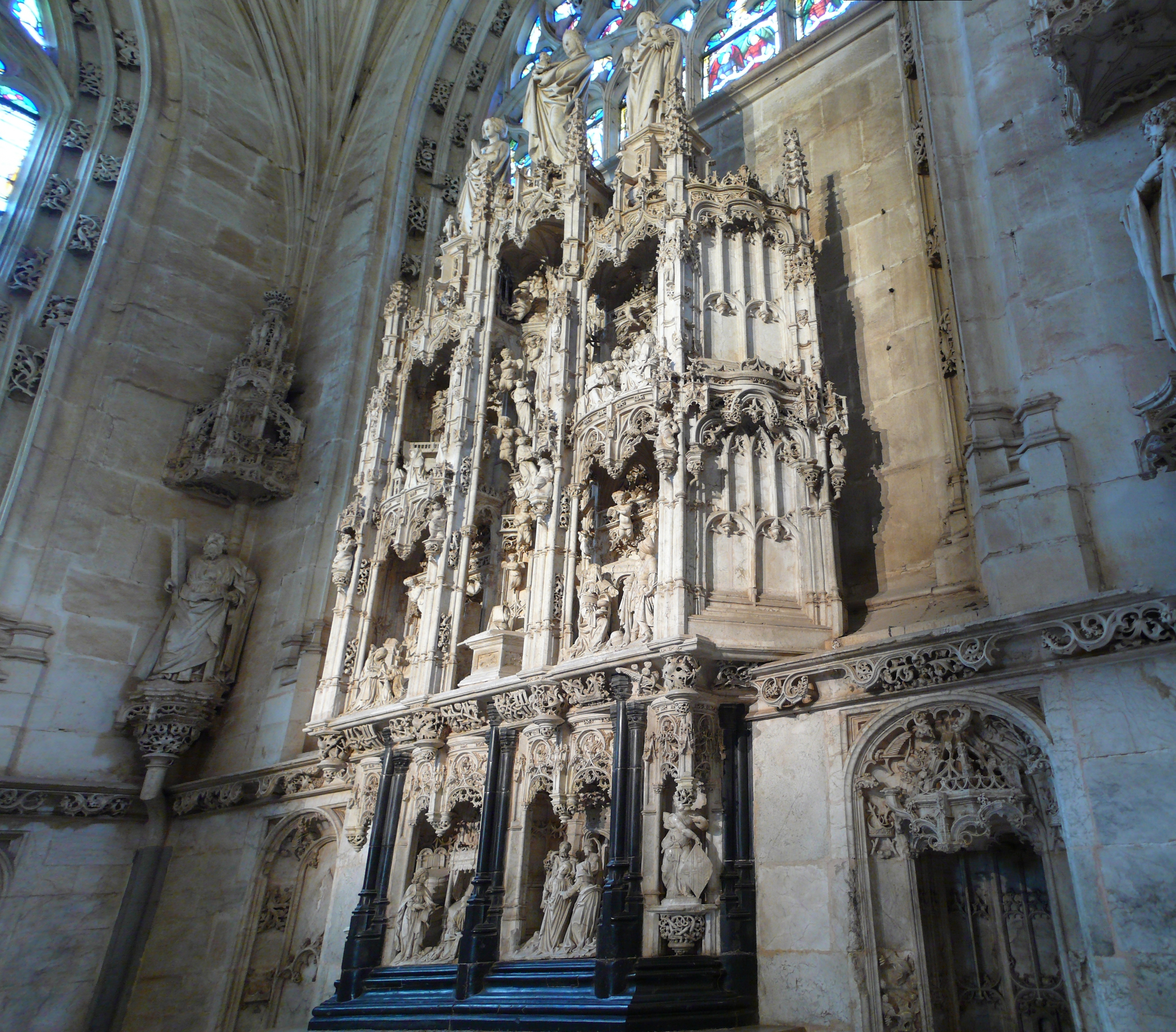
Retable des « Sept Joies de la Vierge ».

L'autel de la chapelle de Marguerite d'Autriche, dédiée à la Vierge Marie, est surmonté du monumental retable des Sept Joies de la Vierge, d'une hauteur totale 5,50 m environ et d'une longueur de 3,25 m, célèbre pour la richesse et la beauté de son décor sculpté. Pour sa réalisation, on a utilisé un albâtre veiné de gris et une pierre noire. il a également été sculpté par l'atelier brabançon travaillant à Brou.
L'Annonciation et la Visitation sont représentés dans le registre inférieur. Au centre figure l'Assomption encadrée de la Nativité, l'Adoration des mages, l'Apparition du Christ à la Vierge et de la Pentecôte dans les compartiments latéraux. Au couronnement figurent sainte Marguerite, la Vierge à l'Enfant et sainte Marie Madeleine. Marguerite d'Autriche s'est fait représenter sur le retable en prière face à saint Thomas. Elle est vêtue du costume de veuve qu'elle porte depuis la mort de Philibert de Savoie en 1504.